# 頂好企業
頂好企業股份有限公司（英語：DING-HAO Acme Co., Ltd.），台灣公司，總部位於新北市土城區。成立於1968年，由李鴻文創立，由太平洋電線電纜集團與華新麗華集團共同投資。主要業務為房地產開發、食品製造零售與餐飲服務，旗下品牌包括伊是咖啡（英語：IS COFFEE）等。

## 歷史
1968年，李鴻文創立頂好企業股份有限公司，在台北市東區從事房地產開發，開發商業住宅大廈。1971年1月16日，台北市大安區忠孝東路四段「香檳大廈」樓下，頂好超級市場開幕，隸屬頂好企業。
在李鴻文過世之後，其子李超群由美國回到台灣接任頂好企業董事長。1987年，頂好企業將頂好超級市場出售給怡和洋行属下之牛奶國際，成為惠康超市的一部份。
1995年，李超群開始準備投入咖啡市場，頂好企業與太平洋電線電纜合資成立太平洋頂好咖啡食品股份有限公司。1997年，頂好企業在土城工業區建立咖啡烘焙工廠，以「伊是咖啡」（IS COFFEE）作為品牌名稱。1997年10月，頂好企業設立伊是咖啡第一家店。
2003年12月4日，太平洋電線電纜董事長仝清筠遭孫道存聯合其他四大家族董事逼退，李超群接任太平洋電線電纜董事長。2004年2月24日，由於太平洋電線電纜掏空案，李超群轉任太平洋電線電纜總裁，太平洋電線電纜董事會選出苑竣唐接任董事長。